# Triante
Il quartiere Triante (in monzese Triant) è un rione a ovest della città di Monza, ed è amministrativamente appartenente alla Circoscrizione 4 della città. Deve il suo nome all'antica Cascina situata al centro del quartiere, la quale era dotata di tre entrate (in dialetto monzese:Triant). A testimonianza c'è ancora un tratto della "strada vicinale" che interseca le "bocchette" della roggia del Villoresi ora inattiva.
Consiste genericamente nella parte di territorio monzese compreso tra il Canale Villoresi, viale Lombardia e viale Romagna e confina ad ovest con San Fruttuoso, a sud con San Giuseppe e ad est con San Carlo e San Biagio.
Triante viene attraversato dalla via Felice Cavallotti, che collega il centro storico di Monza alla sua periferia ovest e da via Monte Cervino, famosa per le numerose aree verdi. Il quartiere è inoltre servito dalla SS36.

## Storia
Triante fino all’Ottocento si espandeva fin quasi a San Fruttuoso, fino a quel viale Lombardia che, come ricorda lo storico locale Daniele Cappelletti, venne costruito agli inizi dell’Ottocento dai francesi per agevolare il passaggio delle carrozze diventando la prima importante infrastruttura cittadina.
Nel Novecento è stato un susseguirsi di costruzioni, in parte di edilizia privata in parte di edilizia pubblica: nel 1924 le abitazioni del cosiddetto “Villaggio dei dipendenti comunali”, 1927 le villette dei reduci della Grande Guerra, poi le abitazioni comunali di via Pitagora e le case Fanfani.
Negli anni '60 la Cascina è stata demolita e da lì in avanti al suo posto sorge una Banca.
Il Quartiere di Triante è uno dei più rinomati della città: oltre alla posizione geografica, nella zona sorgono numerosi palazzi residenziali, banche e negozi, un cinema multisala ed uno parrocchiale, un centro sportivo con la piscina e i campi da tennis, supermercati e minimarket, negozi di occhiali, di articoli per la casa, piste ciclabili, una chiesa, tre scuole pubbliche e tre Istituti superiori, denominati nel complesso 'Istituti Nuovi', e molti locali sia diurni che notturni.

## Popolazione
Sono residenti nella Circoscrizione 33.863 cittadini pari al 27,88% della popolazione totale; la loro età media è di 44 anni mentre la percentuale degli anziani con più di 65 anni è il 22,51%.
Triante fa parte della circoscrizione più popolosa della città.

## Strutture e trasporti
A Triante è situata la caserma dei Vigili del fuoco di Monza.
Triante inoltre è uno dei rioni che vantano il maggior numero di impianti sportivi della città: uno su tutti è la Piscina comunale di Via Pitagora e l'adiacente campo da tennis che ravvivano il quartiere al confine con San Fruttuoso.
Oltre all'Oratorio San Giovanni Bosco di Via Duca D'Aosta, subito a ridosso della Chiesa, si possono contare un campo da calcio, uno di pallavolo e il campo di bocce situato all'interno del circolo familiare della Parrocchia.
Il Centro Sportivo Triante invece è situato in Viale Lombardia nelle vicinanze del Rondò.
Il quartiere di Triante è dotato di una piccola biblioteca comunale in prossimità della scuola secondaria di primo grado "Leonardo", ed è provvisto di un nuovo centro civico, proprio a fianco della scuola Leonardo.
Triante è servito da due linee di autobus urbane (z202 e z204) ed una extraurbana (z222).

## Galleria d'immagini

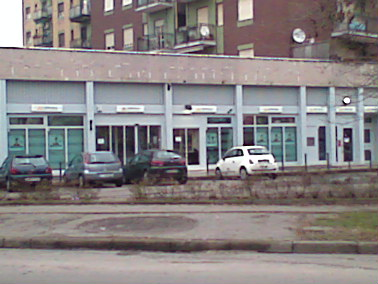
La ex Cascina Triante, dal dopoguerra diventata Banca
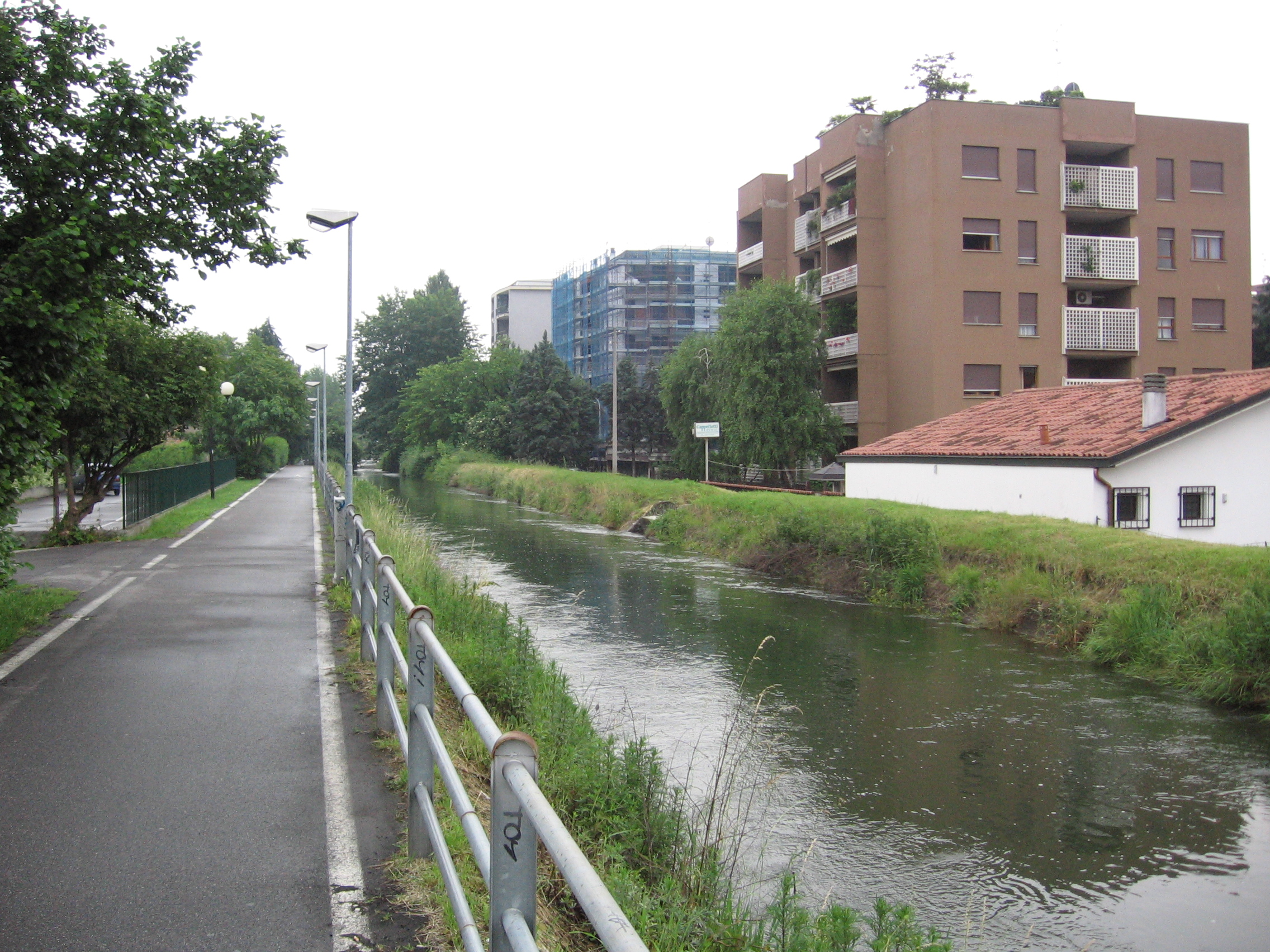
Il Canale Villoresi
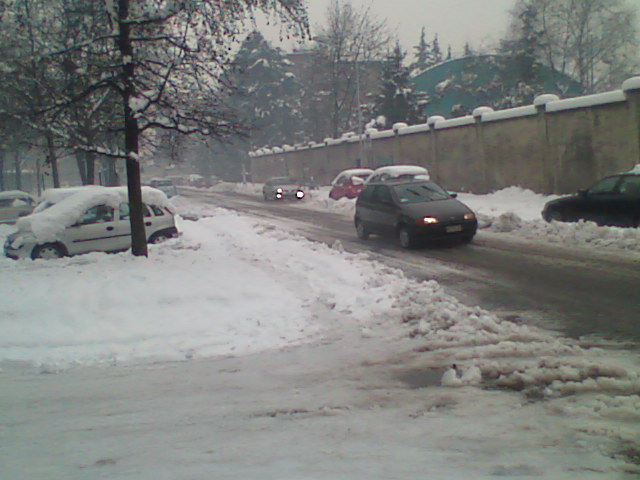
Via Umberto Biancamano coperta di neve
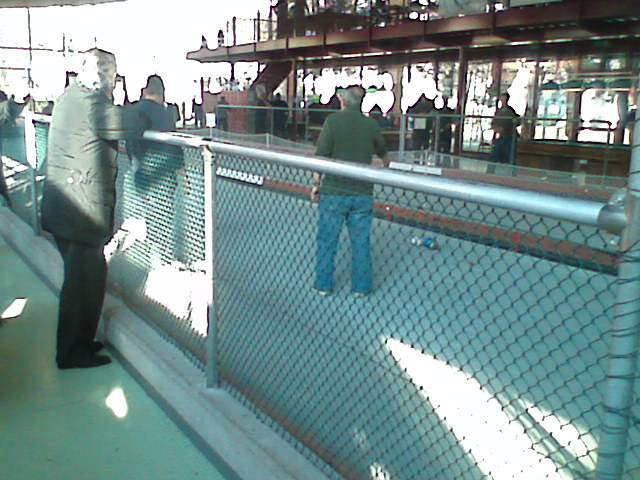
La Bocciofila del Circolo familiare parrocchiale
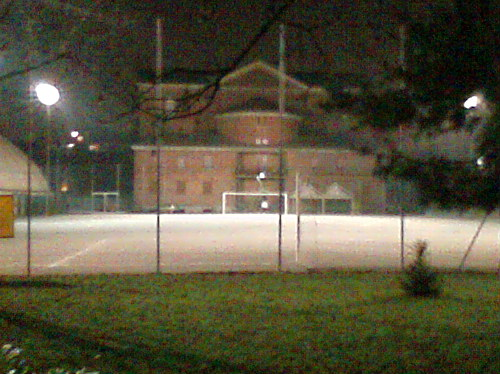
La Chiesa e il Campo da Calcio
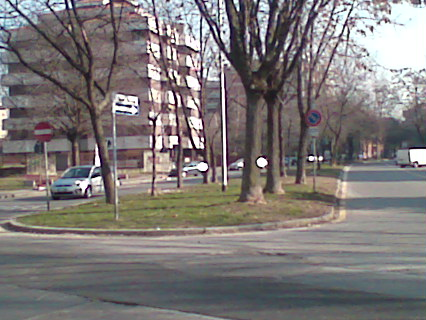
Via Monte Cervino
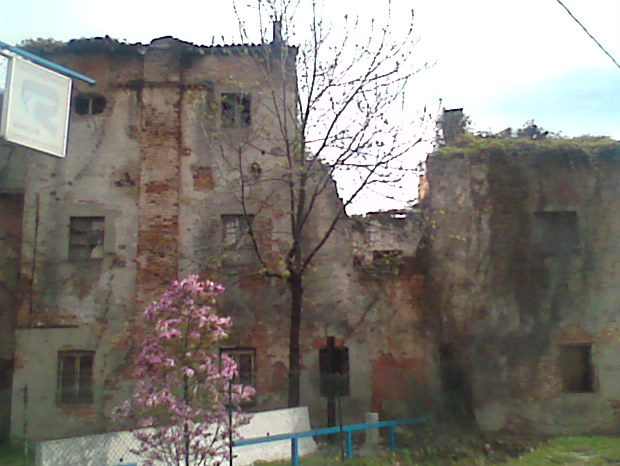
Cascina Criminale (ormai rudere) sulla SS36